# Watamu

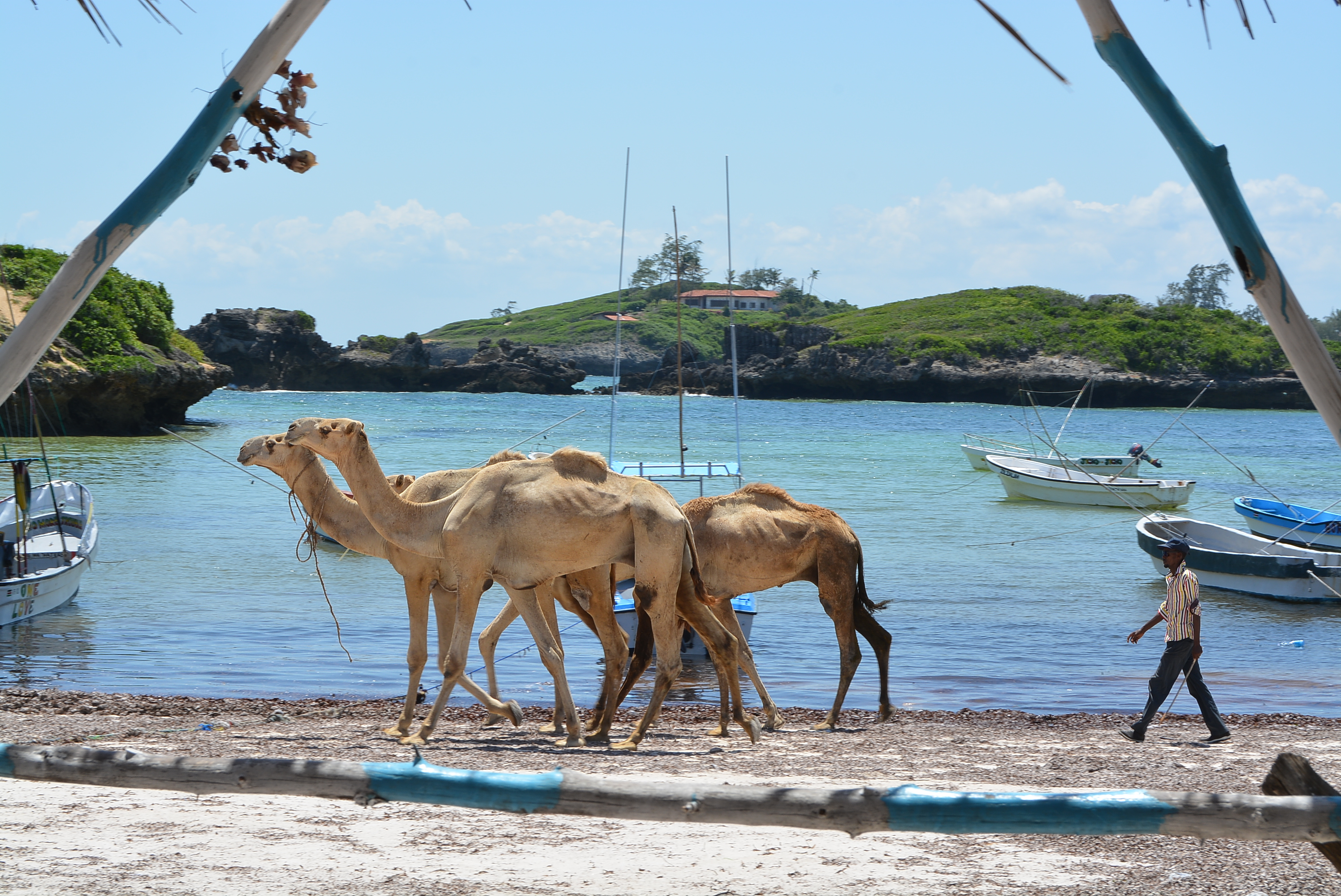
Dromadery spacerujące po plaży

Watamu – kenijskie miasteczko położone nad Oceanem Indyjskim i 15 km na południe od Malindi. Liczy 27,9 tys. mieszkańców (2019). Obok miasta znajduje się park narodowy Watamu Marine National Park.
W 2012 roku Watamu zostało uznane przez CNN Travel za drugi najlepszy ośrodek plażowy w Afryce. Jego główną działalnością gospodarczą jest turystyka i rybołówstwo.